# Комарово (Вологодский район)
Комарово — деревня в Вологодском районе Вологодской области.
Входит в состав Майского сельского поселения (с 1 января 2006 года по 8 апреля 2009 года входила в Гончаровское сельское поселение), с точки зрения административно-территориального деления — в Гончаровский сельсовет.
Расстояние до районного центра Вологды по автодороге — 36 км, до центра муниципального образования Майского по прямой — 16 км. Ближайшие населённые пункты — Двирево, Несвойское, Погост Рождество.
По переписи 2002 года население — 2 человека.